# Мортен (город)
Морте́н (фр. Mortain) — ассоциированная коммуна во Франции, находится в регионе Нормандия, департамент Манш, округ Авранш, кантон Мортене. 
С 1 января 2016 года коммуна Мортен с четырьмя соседними коммунами образовали новую коммуну Мортен-Бокаж, которой перешли почтовый индекс, код INSEE и статус центра кантона Мортене.
Коммуна расположена приблизительно в 250 км к западу от Парижа, в 75 км к юго-западу от Кана, в 55 км южнее Сен-Ло.

## Население
Население коммуны на 2008 год составляло 1812 человек.
| 1962 | 1968 | 1975 | 1982 | 1990 | 1999 | 2008 |
| ---- | ---- | ---- | ---- | ---- | ---- | ---- |
| 2145 | 2339 | 2683 | 2644 | 2416 | 2191 | 1812 |

## Администрация
| Период | Период | Фамилия          | Партия | Профессия |
| ------ | ------ | ---------------- | ------ | --------- |
| 1947   | 1968   | Луи Урдин        |        |           |
| 1968   | 1983   | д-р Жиль Бюиссон |        |           |
| 1983   | 1995   | Габриель Десте   |        |           |
| 1995   | 2008   | Ноэль Блен       |        |           |
| 2008   |        | Мишель Десфу     |        |           |

## Экономика
В 2007 году среди 1140 человек в трудоспособном возрасте (15-64 лет) 788 были экономически активными, 352 — неактивными (показатель активности — 69,1 %, в 1999 году было 73,9 %). Из 788 активных работали 719 человек (388 мужчин и 331 женщина), безработных было 69 (34 мужчины и 35 женщин). Среди 352 неактивных 141 человек были учениками или студентами, 121 — пенсионерами, 90 были неактивными по другим причинам.

## Достопримечательности
- Бывший монастырь Бланш[фр.], основан в 1112 году. Исторический памятник с 1920 года[3]
- Коллегиальная церковь Сент-Эвру. Первое здание построено в 1082 году, нынешняя церковь датируется 1230 годом. Исторический памятник с 1840 года[4]
- Небольшая часовня Сен-Мишель, расположенная на самой высокой точке Мортена, на краю леса.

## Города-побратимы
- Блэндфорд-Форум (Великобритания)
- Таннхаузен (Германия)